# Værker og dage
Værker og dage (oldgræsk: Ἔργα καὶ ἡμέραι, Erga kai Hēmerai) et er litterært værk, 800 vers i heksameter, forfattet af bondedigteren Hesiod omkring år 700 f.Kr. Han var altså nogenlunde samtidig med Homer.
Man kan måske kalde værket en bondealmanak, da det angiver, hvornår bonden bør påbegynde og hvornår han bør afslutte en bondes forskellige forehavender. Det er en mærkelig blanding af formaninger, gode råd og myter, forfattet i forbindelse med en arvestrid mellem digteren og dennes bror Perses. Når Hesiod udtaler sig om retfærdighed, er det måske for at påvirke dommerne i arvesagen; og når han belærer sin bror om landbrug, er det måske for at vise, at han selv er bedre egnet til at drive gården end Perses.
Digtet skriver sig ind i en tradition, der kendes fra ældre mellemøstlig digtning.

## Indhold
- v. 1-10 Indledende Zeushymne.
- v. 11-41 Om striden.
- v. 42-105 Myten om Prometheus og Pandora.
- v. 106-201 Verdensaldermyten.
- v. 202-285 Tale om retfærdighed.
- v. 286-380 Formaninger til menneskene.
- v. 381-617 Om landbruget.
- v. 618-694 Om søfart.
- v. 695-764 Råd og maksimer.
- v. 765-828 Dagene – om heldige og uheldige dage.